# ボリビアの歴史

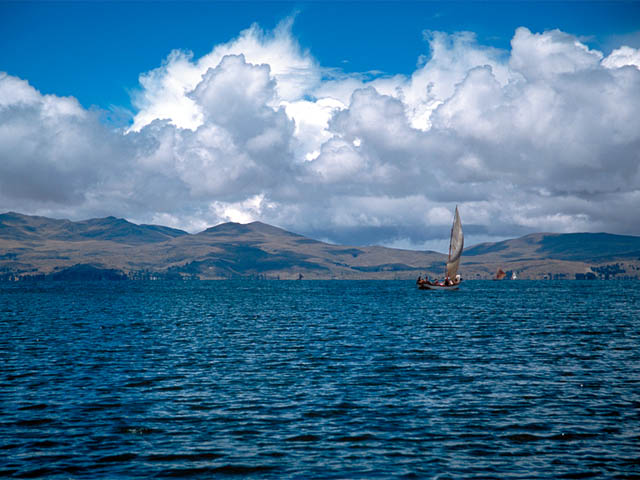
最初期の文明が出現したチチカカ湖

ボリビアの歴史（Historia de Bolivia,History of Bolivia）では、南アメリカ大陸中央部に位置する共和制国家であるボリビア多民族国を構成する地域の歴史について詳述する。

## 概要
アンデスの高地とその東の亜熱帯、熱帯地方の低地から成るボリビアは、チチカカ湖畔を中心に先史文明が栄えた。15世紀に入るとインカ帝国の領土となり、スペインの侵攻後はアルト・ペルーと呼ばれポトシ銀山を中心とした鉱業が発展した。1825年に独立を果たしたが政局が安定せず、チリとの間で1879年に始まる太平洋戦争にて太平洋岸の領土を失った。ブラジルとの国境紛争にも敗れ、領土の一部を失うこととなった。
世界恐慌に続き、1932年に始まるチャコ戦争の敗北により国土は疲弊し、政権を巡るクーデターが続いた。1952年、ビクトル・パス・エステンソロによりボリビア革命が実施されるが、生産活動の停滞やインフレが進行し、失敗に終わる。軍事政権、保守政権、文民政権の入り乱れるクーデターが繰り返されつつ、複雑で多様な変化を続けながら今日に至っている。

## 先史時代
ボリビアの考古学的研究はほとんどなされておらず、紀元前1500年頃にチチカカ湖南東岸に出現したチリパ文化以前の詳しい歴史についてはわかっていない。しかし周辺国の考古学調査や一部遺跡から出土した尖頭器などから、ヴュルム氷期の末には既に人類が何らかの形でチチカカ湖周辺に定着していたであろうと考えられている。

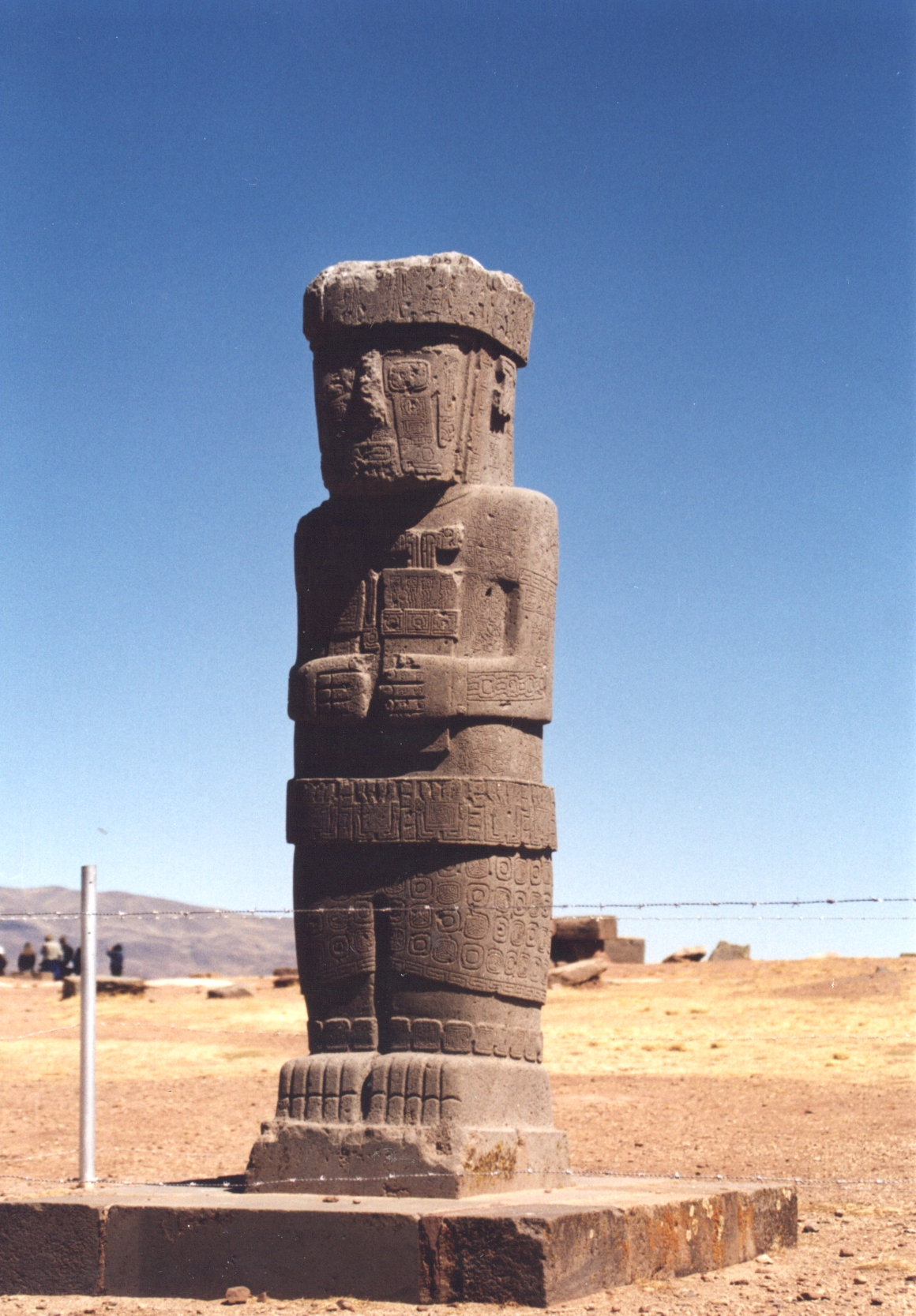
ポンセの石像

湖水資源はその後も人類の生活の中心として機能し、チリパ文化へと繋がっていった。紀元前1500年から紀元前1000年の前期では湖岸の動植物の採取・狩猟による生活が営まれており、紀元前800年までの中期にはラクダ科動物の飼育や農耕などが興った。紀元前800年から紀元前250年にかけての後期に入ると祭事儀礼が開始され、基壇や地下式広場といった遺構を見ることができる。

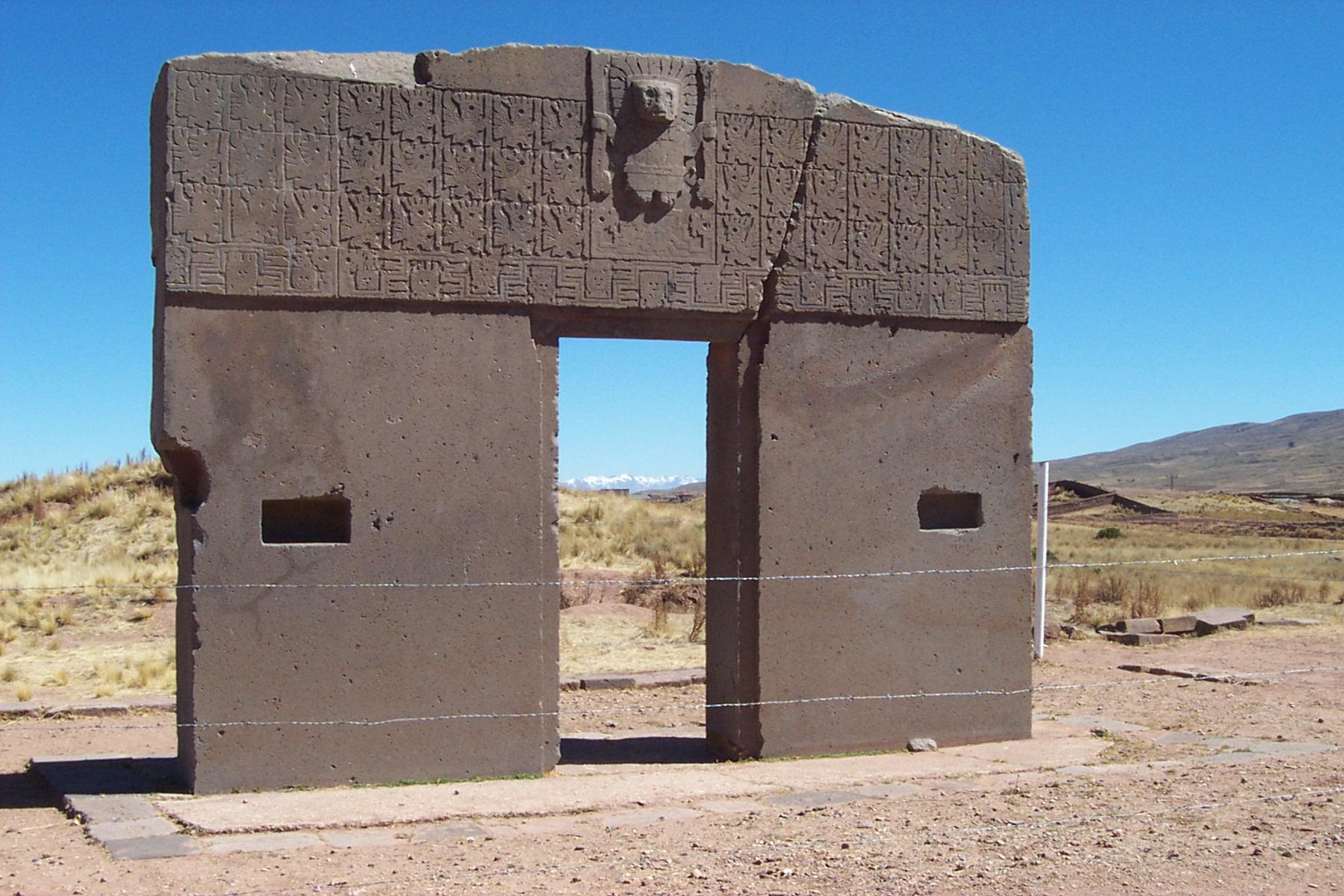
太陽の門

紀元前200年に入るとチチカカ湖東岸のティワナク遺跡を中心としたティワナク文化が出現する。この文化は1150年頃まで続いたと見られ、特にIII期と呼ばれる300年から500年にかけては大型祭祀建造物が出現するなど大きな発展を見せた。ティワナクの地は高度4000メートルという高地にあったことから温暖な東部のコチャバンバや鉱物資源の豊富な南部のアタカマ砂漠方面へと拡大を見せ、周辺地域に大きな影響を与えた。こうした影響は太陽の門やポンセの石像に見られるトゥヌパや鳥人といった文様がワリ文化などへ波及していることからもうかがえる。ただし、こうした進出が直接的支配のもとに行われたものなのか、交易等を含めた間接的な接触であったのかについては結論が出ていない。
15世紀後半にはいるとケチュア族が興したインカ帝国による征服が始まり、ボリビアの地はコリャ・スウユの一部に組み込まれた。帝国の一領土となったことから現在の公用語の一つとなっているケチュア語が普及し、高度な都市文明が栄えた。この時期の遺跡からは極めて高度な技術水準の建造物や遺物が発見されている。

## 植民地時代

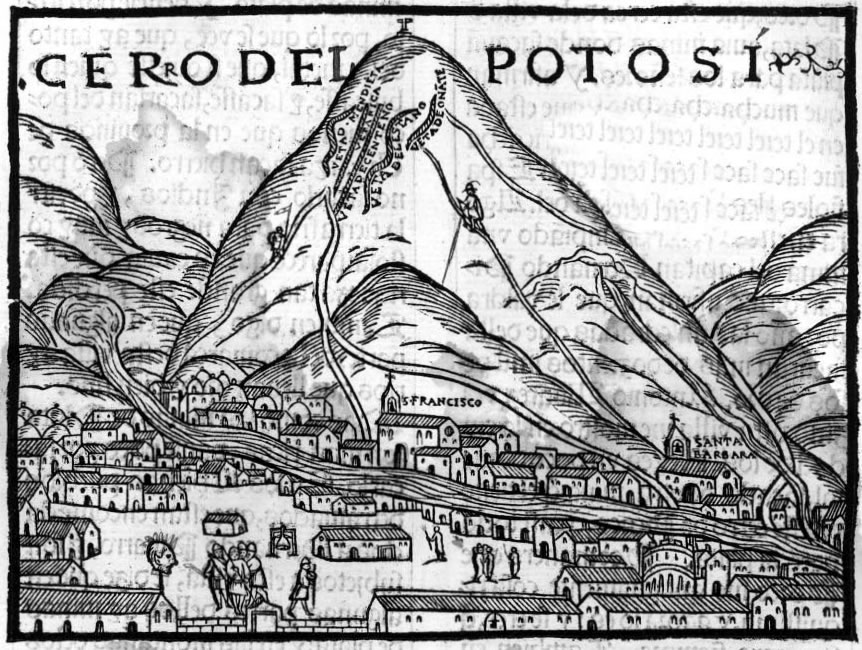
16世紀のポトシ銀山

スペインによるボリビア地域の征服は、1533年にコンキスタドールであるフランシスコ・ピサロ、ディエゴ・デ・アルマグロらによりインカ帝国が滅ぼされたところに始まる。スペインはエンコミエンダの制度の下に征服した地域を植民地化し、ボリビア地域はペルー副王領の管轄下に置かれ、アルト・ペルーと呼称された。
1545年、原住民ディエゴ・ワルパによってボリビア南部でポトシ銀山が発見された。この知らせは瞬く間にペルー全土を駆け巡り、ポトシ山麓のカントゥマルカの原住民集落近辺に鉱山業者たちの雑居が誕生した。この銀山の発見以降、ポトシはアルト・ペルーの支配のみならず、新大陸の経済と権力の中心地として機能するようになった。1570年代までには銀の道と呼ばれるリマからクスコを経てポトシへ至る道路が整備され、多くの人と物がポトシへ集中するようになり、特に16世紀末から17世紀前半にかけては12万人から16万人が居住する西半球で最大の都市へと発展した。同時に、標高4000メートルを越える同地での鉱山労働は過酷を極め、事故や病気などにより、労働に従事した多数の先住民が犠牲となった。ポトシでの鉱業を行うための労働力は副王トレドによって制度化されたミタ制（原住民労働力割当制度）により徴発された。

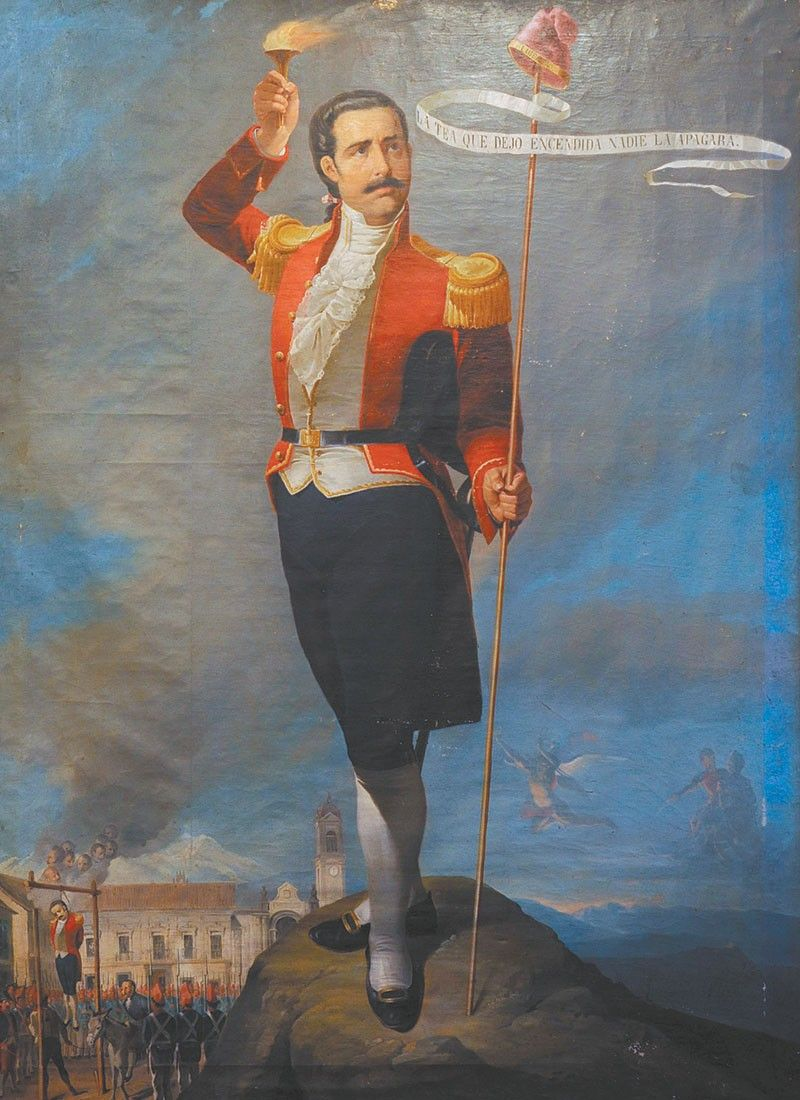
ボリビア独立の先駆者、ペドロ・ドミンゴ・ムリーリョ

ポトシ銀山の埋蔵量が急激に枯渇し始めたのを受けて、カルロス3世は1776年にアルト・ペルーのペルー副王領からリオ・デ・ラ・プラタ副王領への編入、新税の創出、販売税（アルカバラ）の値上げといった大々的な改革を断行した。この改革はアルト・ペルーの社会経済構造を根底から揺るがすほどの動揺を与え、1781年までにランパ地方のトゥパク・アマル2世の反乱を始めとして、カランガス、パリア、チャヤンタ、シカシカ、パカヘスなどで相次いで反乱が発生した。

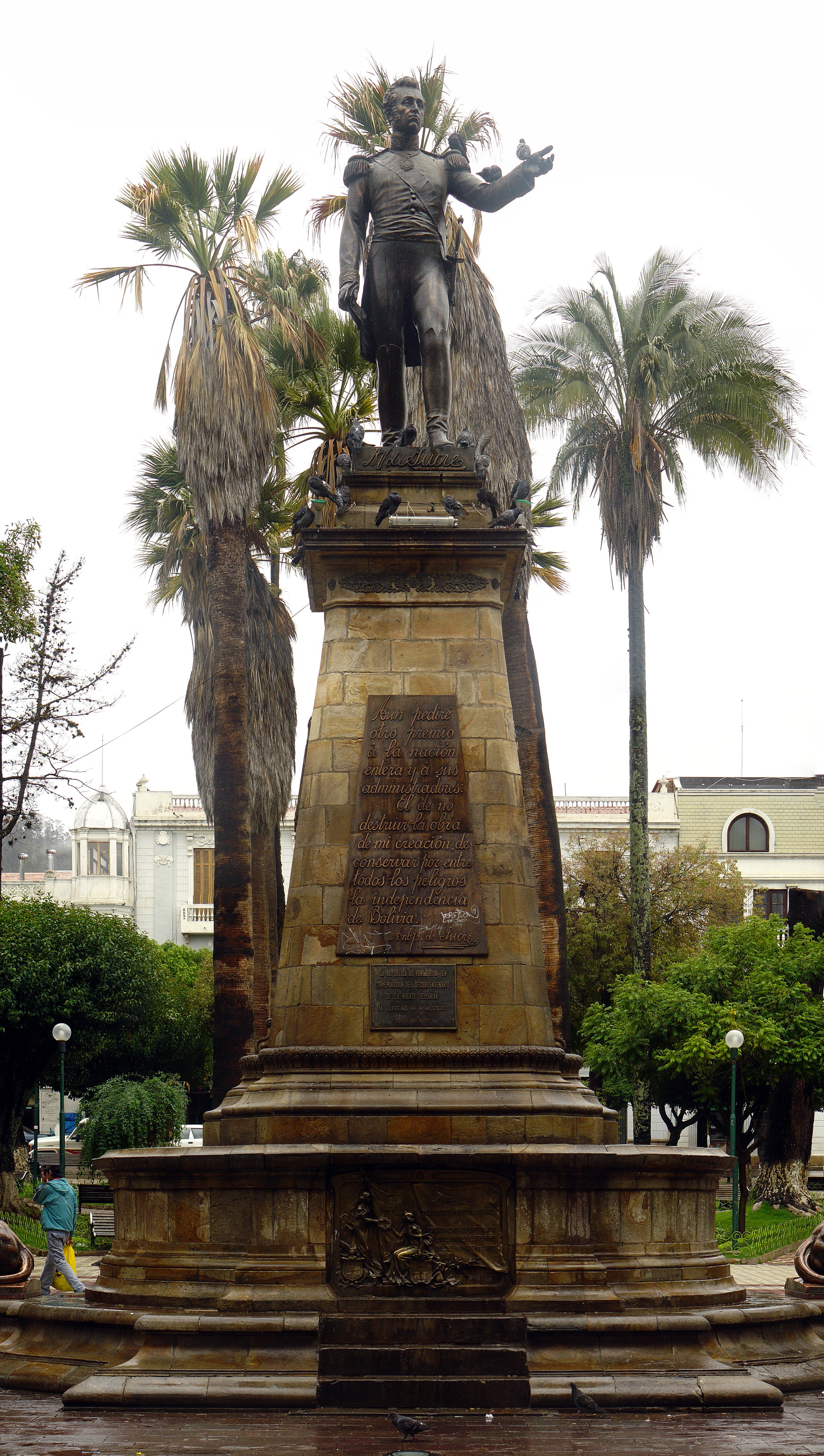
スクレに立つアントニオ・ホセ・デ・スクレの銅像

これらの騒動の鎮圧にはラカレハのコレヒドールであったセバスティアン・デ・セグローラが軍事指揮官として対応にあたったが、併発する反乱に兵士や武器の援助が間に合わず、各地で深刻な被害をもたらした。同年3月にはラパスを標的としたトゥパク・カタリの反乱が勃発した。反乱軍の人数はアイマラ系の原住民を中心とした数万人規模という前代未聞のものとなり、騒動の鎮圧には実に184日間が費やされた。
1808年、フランスのナポレオンがカディスを占領すると、スペインの海外領土間連携は脆弱化し、独立運動の気運が高まることとなる。1809年にはラパス、チュキサカでクリオーリョ（現地スペイン人）による独立運動が起こった。このとき捕らえられ処刑されたペドロ・ドミンゴ・ムリーリョは後に「ボリビア独立の先駆者」と呼ばれ、現在も親しまれている。
1816年7月9日、ホセ・デ・サン・マルティンによってリオ・デ・ラ・プラタ連合州（アルゼンチン）が独立を果たした。サン・マルティンの率いるアンデス部隊はその後も活動を続け、1818年2月12日にはチリが独立、リマを攻略した1821年7月28日にはペルーが独立を果たした。一方でパナマをスペイン支配からの解放へ導いたシモン・ボリーバルも南下を始め、1822年にはボリーバルの副官であったアントニオ・ホセ・デ・スクレによってエクアドルの独立が達成され、アルト・ペルーの地域がスペインにとっての最後の牙城となった。
1824年11月、スクレはアヤクーチョの戦いでスペインに壊滅的な打撃を与え、アルト・ペルーの趨勢は決定的なものとなった。翌1825年7月10日、チュキサカで国民会議が開かれ、同8月6日、アルト・ペルーの独立が宣言され、8月11日に新国家ボリーバル共和国が誕生した。
ボリーバルは当初、スペインから独立を果たした諸共和国をまとめあげ、連合を形成することを想定し、1826年にパナマ議会を開催したが、この目論見は失敗に終わり、より現実的なペルー、ボリビア、グラン・コロンビアを一つの連邦とするアンデス連合を目指すようになったが、ペルー人らの反発があり、実現することはなかった。

## ペルー・ボリビア連合国

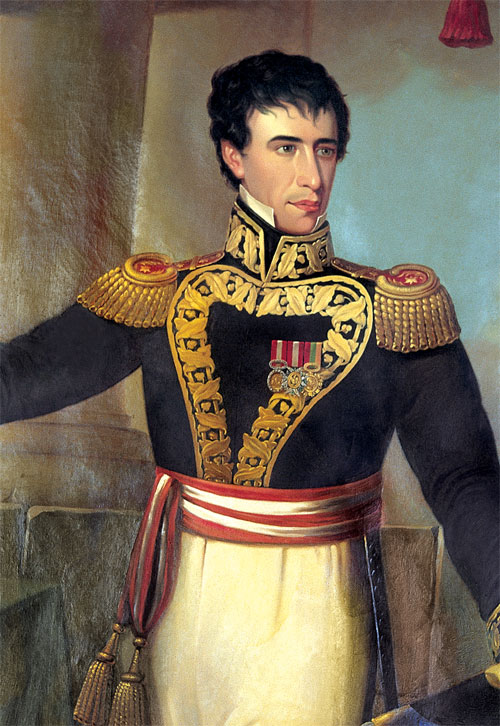
アンドレス・デ・サンタ・クルス（在位：1829年 - 1839年）

1825年10月3日、ボリビア議会はスクレを大統領に選出し、ボリビア共和国が発足した。翌1826年2月、ボリーバルはリマにてボリビア憲法の草案作成に着手し、5月にボリビア議会に提出、11月8日にはボリビア憲法が公布された。この当時の人口はおよそ110万人で、80万人という大半の人々がケチュア語やアイマラ語を話す原住民、20万人がスペイン語を話す白人、残り10万人がメスティーソやチョロ、黒人奴隷などであった。斜陽化した鉱業に取って代わるものとしてキナ皮やコカといった農産物の生産が活性化したが、大農園やプランテーションの発展により原住民の地位はかえって不安定となり半農奴的な労働者や流民などに転落していった。こうした状況を立て直すためスクレは労働徴発の廃止や教育の世俗化といったリベラルな政策を打ち出したが、保守的なクリオーリョたちの反発に会い、1827年に国外へ追放された。
1829年、アンドレス・デ・サンタ・クルスが大統領に就任すると、独立後の疲弊した国土と経済の安定化を目指した社会的改革に着手し始めた。国内の綿衣産業活性化を目指して外国からの綿製品輸入の一時停止、貿易港の制限、関税の値上げといった国内産業の保護政策を打ち出す一方で政府機能、教育機関、医療施設の充実化を図り、今日のボリビアの基礎を築いていった。また、諸外国との貿易を有利に進めるため、あるいはチリやアルゼンチンに対抗するためにはペルーとの連携が不可欠としてペルー・ボリビア連合の構想を打ち出した。
1835年1月、サンタ・クルスはペルーの親サンタ・クルス派を救済するという名目でペルーへ介入、ペルーのアグスティン・ガマーラを破り、翌1836年10月には南北ペルーとボリビアの三国からなるペルー・ボリビア連合国を樹立した。これに対し、南米太平洋岸の経済・軍事バランスが著しく変化することを恐れたチリのディエゴ・ポルタレスは同年12月にペルー・ボリビア連合に対して宣戦布告を行い、アルゼンチンや反サンタ・クルス派と共同歩調を取りつつ侵攻し、ペルー・ボリビア連合国軍に壊滅的な打撃を与えた。サンタ・クルスはヨーロッパへと亡命し、指導者を失ったペルー・ボリビア連合は僅か3年後の1839年に瓦解した。
その後、再度ボリビアとの併合を目指したペルーのアグスティン・ガマーラやサンタ・クルス派などの侵攻があり、国内情勢は混乱したが、ホセ・バジビアン（在任：1841年 - 1847年）、ホセ・ミゲル・デ・ベラスコ（在任：1847年 - 1848年）、マヌエル・イジドロ・ベルスー（在任：1848年 - 1855年）といった政情収拾を重視した政権の尽力により、次第に安定を見せ始めた。

## 太平洋戦争

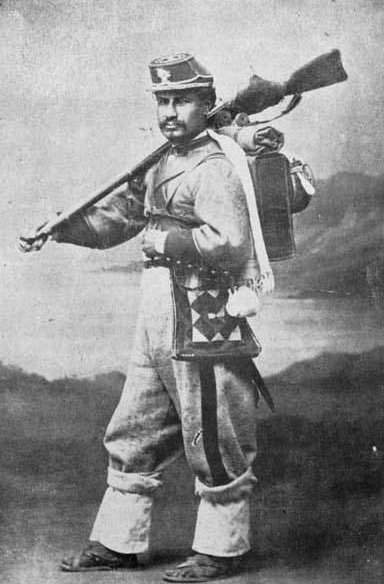
太平洋戦争時のボリビア軍兵士

19世紀中頃に入り、蒸気を使用した新技術の導入や新しい鉱脈の発見などによって銀鉱業は回復の兆しを見せ始めた。また、独立以来開発が進行していなかったボリビア太平洋岸でグアノの採掘が開始され、農業用肥料として主要な輸出品目に数えられるほどの生産量を上げ始めた。さらにリトラル県で始まった硝石採掘は全国的な広がりを見せた。アタカマ砂漠で硝石鉱床が多数発見されると採掘権をめぐって国境が未画定であったチリとの諍いが生じ始める。

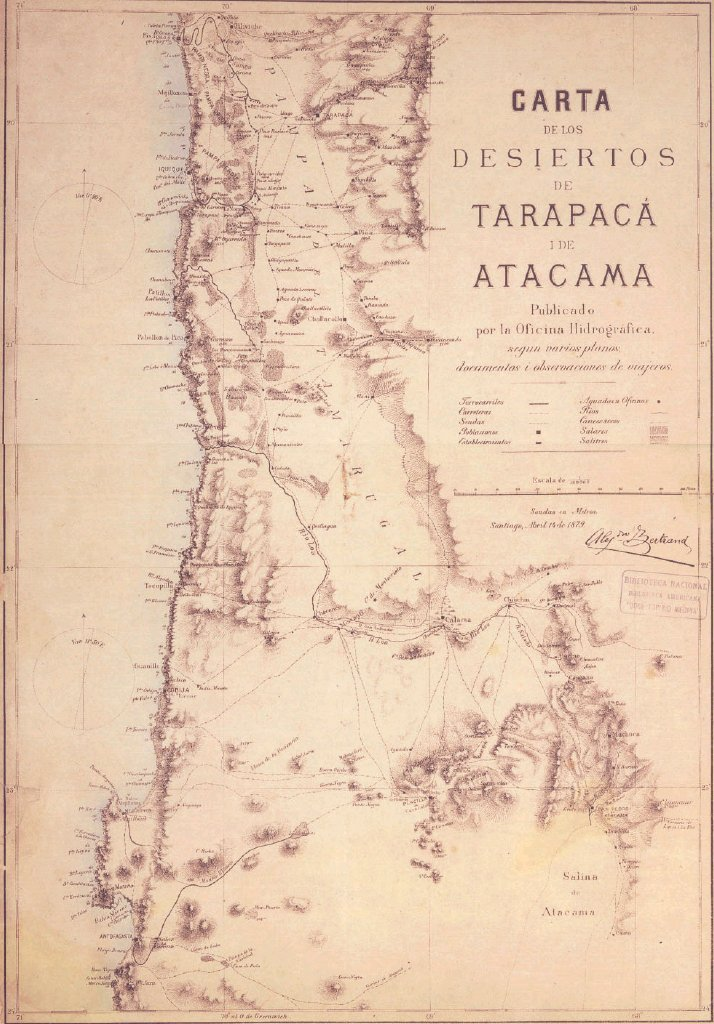
アタカマ砂漠近辺の地図（1879年）

1866年、ボリビアとチリは両国の境界線を南緯24度とし、南緯23度から25度間に広がる一帯は共同開発地域として収益を等分する条約を締結したが、条約は人口比率で圧倒していたチリに有利に働いた。このため、資源分配に関する条項の撤廃を目指して1874年に再度条約を目指したが、締結された条約は23度から24度で活動するチリ会社への輸出税率の凍結を主眼に置いたもので、ボリビアの意向に沿ったものとはならなかった。このため、当時の大統領であったイラリオン・ダサは1878年に74年条約を一方的に破棄し、アントファガスタで活動するチリ系硝石会社に対し輸出税率の引き上げを通告した。会社責任者はボリビア側の要求を拒否し、不当な要求としてチリ側へ訴えた。
1879年2月14日、チリ軍はアントファガスタへ軍艦2隻を送り、同地を占領、そのまま北上しコビハ、メヒリョネス、カラコレス、カラマといった太平洋岸一帯のボリビア鉱山の要所を攻略した。チリ軍侵攻の知らせを受けたダサ大統領は1873年にペルーと締結したペルー・ボリビア秘密条約をもとにペルーへ援軍を要請すると、4月6日、チリ軍は当該条約の破棄を迫ってペルー、ボリビア両国に宣戦を布告、太平洋戦争（ラ・ゲーラ・デル・パシフィコ）が開戦した。しかし、宣戦の時点でボリビア太平洋岸のほとんどを占領していたチリ軍は終始戦局を優位に進め、1880年5月26日、アルト・デ・アリアンサでの敗北を以て事実上の終幕を迎えた。1884年4月4日、バルパライソ条約が結ばれ（最終的な講和は1904年）、アタカマ地方をチリに割譲し、ボリビアは完全な内陸国となった。
この戦争を契機として、停戦を求める保守党と、戦争継続を叫ぶ自由党が誕生し、ボリビアの政治は政党制へと変容した。戦後の主導権は保守党が握り、軍縮と文民主導体制の樹立が目指されるようになった。1888年に大統領に就任したアニセト・アルセは喪失した輸出経路の確保に尽力し、アントファガスタから主要鉱山を繋ぎ、ラパスに至る横断鉄道の敷設を実行した。また、価格下落の続く銀に変わりスズの採掘を推進し、主要輸出産品へと育て上げた。スズ産業の急激な成長は新興資本家の出現を促し、パティーニョ、アラマヨ、ホッチホルドといった錫財閥が誕生した。こうした資本家は国家への影響力を拡大させるため、自由党への梃入れを開始した。

## 連邦革命
1899年、錫財閥と結託した自由党が起こした保守党政権の転覆を図った闘争は、それまでに制定されていた1874年法に反感を持つ先住民たちを巻き込み、連邦革命と呼ばれる大きな内乱へと発展した。
保守党政権転覆にあたり、1874年法に反感を持つ先住民を利用しようと考えた自由党は、先住民指導者パブロ・サラテ・ウィリュカと先住民共有地の返還、先住民政府の樹立などを条件に協力を取り付けた。この同盟により自由党は保守党転覆に成功したが、先住民の急進化を危惧し、先住民側との協約を一方的に破棄し、それまで以上に先住民を弾圧するようになった。
自由党政権として最初に選出されたホセ・マヌエル・パンドは、当初掲げていた地方の権限を強化する連邦制は時期尚早であるとして放棄した。ラパスに首都機能を移し、本格的な経済対策に取り掛かろうとした。
しかし同1899年、自動車産業の発達に伴うゴム産業の活性化で、アマゾン流域のアクレ地方で活動するゴム業者ルイス・ガルベスがアクレ地方のボリビアからの分離独立を宣言した（アクレ紛争）。分離運動は1901年4月までに一応の鎮圧を見たが、政権獲得と先住民への対応で疲弊していたボリビア政府は同地方の継続的な管理行政能力に行き詰まりを感じ、ニューヨークに拠点を構える米国系企業ボリビア・シンジケート社にアクレ地方の管理開発を委託した。南米地域にアメリカの直接介入がなされることを恐れたブラジル政府はボリビア政府に強く抗議し、委託の撤回を求めた。
1902年8月、ブラジル人ゴム業者プラシド・カストロにより再度のアクレ地方独立分離運動が起こる。これに呼応するようにブラジルはアクレ地方へ派兵し、1903年4月にはプエルト・アロンソなどの主権地域を占領した。兵力差が歴然であったボリビア政府は外交的解決の道を模索し、同年11月、ペトロポリス条約が締結され、200万ポンドの補償金と同地の鉄道敷設権と引き換えに、19万平方キロに及ぶアクレ地方のブラジルへの割譲を余儀なくされ、アクレ地方はアクレ州としてブラジルに編入された。

## 錫の世紀

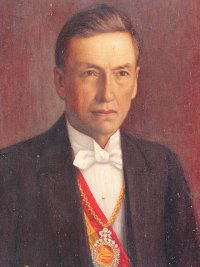
ダニエル・サラマンカ（在位：1931年 - 1934年）

1891年までに輸出額ベースで全体の60%を占めていた銀はアメリカやドイツの金本位体制の影響によって急激に需要が冷え込んでいった。変わって急激に成長をきたしたのがスズ産業で、1902年、ボリビアのスズは輸出額で銀を抜き、1913年には輸出全体の70%を占めるに至った。
こうしたスズ産業を背景とする財閥を味方につけた自由党の政権は1920年頃まで続いた。自由党はインフラの整備や都市の近代化を図りつつも保守党によって固められた寡頭的伝統的体制を引き継ぎ、ロスカと呼ばれる一握りの権力者が大多数の先住民を支配する身分制度的な社会構造を維持し続けた。しかし、1929年に起きた世界恐慌によりスズの輸出は低迷し、ボリビアは失業率の増加、経済的苦境などといった不安定な状況に陥った。1932年、国民の関心をそらすため、ダニエル・サラマンカ大統領は未確定国境地帯であったグランチャコの石油開発独占を目論み、パラグアイへ戦争をしかけた（チャコ戦争）。この戦争は1935年まで続いたが、アメリカの仲介によるブエノスアイレス講和条約をもって終結したが、ボリビアは24万平方キロという広大な大地と、6万5000人に及ぶ犠牲者を出す凄惨な結果となった。チャコ戦争により軍部の権威は地に堕ち、白人支配層への嫌悪感が住民の間に広がっていった。これに対応するため、1937年、ダビッド・トロ・ルイロバ政権はアメリカ系企業であったスタンダード・オイルを接収、石油公社を設立した。同時に鉱山銀行を設立してスズ輸出に伴う外貨管理を政府の管理下に置き、国家主導で経済の建て直しを実施する方針を打ち立てた。
1941年、ビクトル・パス・エステンソロ、ゲバラ・アルセらが主導し結成された民族革命運動党（国民革命運動党、MNR）は鉱山労働者との関係を築き、錫財閥との対立関係を明確に打ち出し、1943年にクーデターにより誕生したビリャロエル政権への入閣を果たした。パスは経済相に就任、労働者や農民との間に関係を広げ、寡頭支配に対抗するポピュリスト運動の基盤を作り上げた。

## ボリビア革命
ビリャロエル政権以降はエンリケ・エルツォーグ、マルメト・ウリオラゴイティアといった保守党政権が続いたが、MNRはこの間地下活動を続け、労働者からの支持を確固たるものとしていた。1951年5月6日の制限選挙にてパス・エステンソロ率いるMNRが有効投票12万票のうちの45%を獲得して勝利をおさめた。しかしウリオラゴイティア政権はこれを認めず総辞職を行い、軍に政権を引き渡す。この動きに翌1952年4月9日、シレス・スワソ率いる革命軍がラパスで蜂起し、正規軍が解体された。4月15日、革命政権は臨時政府を樹立すると亡命先のブエノスアイレスから戻ったパスを大統領に選出し、三大錫財閥の解体、普通選挙の導入、無償教育の普及などに取り組み、国民の大多数を占める先住民の国家への統合を促した。これらの一連の改革はボリビア革命と呼ばれ、メキシコ革命に次ぐラテンアメリカ第二の社会革命として近代的な国民国家建設が期待され、農地改革やインディオに対する差別的法律の撤廃などにより身分制的な社会構造は崩壊したが、人口の少ない内陸国で工業発展の基盤に乏しかったボリビアでは行政機構の肥大化のみが進み、抜本的な経済改善には至らなかった。
錫財閥を解体して設立した鉱業公社（COMIBOL）は労働者勢力を地盤にもつ中央労働本部（COB）とともに知識人を中心とする中間層利権集団が支配し、政府に要求を突きつける強力な存在となった。このため政府は合理性を欠いた経済政策を強いられることとなり、インフレがすさまじい勢いで発生した。政府はアメリカや国際通貨基金（IMF）の指導のもとで経済の安定化を図ったが労組や農民層の抗議は激しく、第二次パス政権（1960年）時にはこれらを押さえ込むために軍の再建が実施された。

## 近現代

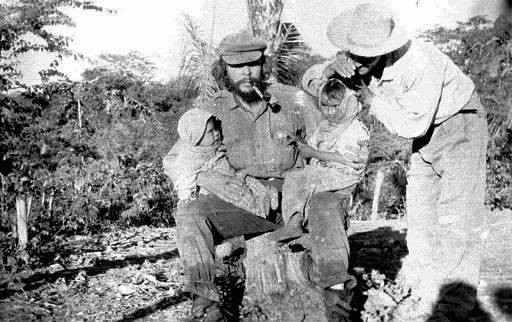
ボリビアでのチェ・ゲバラ（1966年）

1959年に達成されたキューバ革命が、プラヤ・ヒロン侵攻事件によって社会主義化し、ラテンアメリカ全土の知識人や社会主義勢力の急進化を招く中、東西冷戦の最中にあったアメリカはボリビアの共産主義化を抑えるため、「進歩のための同盟」を通じて集中的な援助を行ったが、こうした行動は貧民層の援助慣れの体質を強める結果となってしまった。1964年、パスが三度目の大統領に就任すると民族革命運動党は分裂し、パスは自らが再建した軍のクーデターにより政権を追われてしまう。ボリビア政権は軍の支配下に入り、長期にわたり軍の右派と左派に分かれて抗争を続けた。
軍事政権の首班レネ・バリエントス・オルトゥーニョは反政府勢力や社会主義者への締め付けを強化した。ボリビアはラテンアメリカ全体の社会主義革命を目論むキューバにとって「最も弱い環」とみなされたため、1966年11月4日、フィデル・カストロと決別したキューバの革命家チェ・ゲバラが南米大陸革命運動の拠点を求めてボリビアへやってきた。しかしゲバラ率いる革命軍は農民層の支持は得られず、鉱山労働者との連携にも失敗したために、1967年、アメリカ軍の支援を受けたボリビア政府軍に捕らえられ、射殺された。農民のゲリラ戦によるラテンアメリカの武力革命を理論化したゲバラの戦死により、南米の革命運動における武装闘争路線は重大な挫折を来すこととなった。
1969年4月にバリエントスはヘリコプター事故で死亡し、後任のアルフレド・オバンドは、隣国のペルーのベラスコ軍部革命政権に倣ってガルフ石油を国有化し、労組を合法化した。後継のフアン・ホセ・トーレスはさらに左傾化し、ソ連の資金援助を鉱山公社へ注ぎ込み、労組や農民組合を纏め上げた左翼革命運動党（MIR）を誕生させるなど反米化の動きが強まった。しかし1971年、ブラジルの支援を受けた保守派のウーゴ・バンセルがクーデターによって政権を握ると、外国投資を積極的に誘致する展開した。この政策は一時的な経済ブームを呼び起こしたが膨大な財政赤字と累積債務を作り出し、後の構造的不均衡の要因となった。
1978年にアメリカ大統領ジミー・カーターの主導によりボリビアでの民主化が始まった。結果的に民政移管が完了したのは1982年であったが、その間に5回のクーデターと9回の政変が発生し、ボリビア国内は混乱を極めた。こうした社会情勢の悪化は国土の疲弊と孤立化をもたらし、民主化には成功したものの債務危機に襲われ経済が破綻するという事態に陥ってしまう結果となった。
経済の破綻はハイパー・インフレを呼び起こし、1984年8月から1985年8月の1年間で実に26,000%の価格上昇があった。与党が分裂し統治能力を失った当時の大統領エルナン・シレス・スアソはその座を辞し、74歳のビクトル・パス・エステンソロが政権を握ることとなった。パスは1985年8月、国家の抜本的な再建を目指すための大統領令第21060号新経済政策（NPE）を発表し、価格・為替・貿易の自由化、国営公社の合理化、緊縮財政といった経済の安定化と市場改革に着手した。この改革は失業者が続出する痛手を伴うものとなったが、パスは軍を動員して暴動を抑え込み、強権を発動して断行した。
独立以来、この経済改革までに188回を数えたクーデターに見られるように、著しく不安定な情勢が続いたボリビアは、その暗く長いトンネルを少しずつではあるが脱しつつある。
2003年10月、政府による対米天然ガス輸出計画の推進を機に、これに反発する先住民団体を中心とする暴動が発生し、サンチェス・デ・ロサダ大統領は退陣に追い込まれた。副大統領から昇格したメサ大統領は、天然ガス輸出政策に関する国民投票、緊縮財政政策の実施等、各種改革に努めたが、より資源ナショナリスト的な要求を掲げ、貧しい先住民層を中心とする西部地域住民と、豊富な資源を有し、地方自治の強化を求める東部地域住民との対立が深まり、抗議行動が過激化した結果、2005年6月、メサ大統領は辞任。憲法上第3位の継承権を有するロドリゲス最高裁長官が大統領に就任した。
2005年12月、大統領選を含む総選挙が前倒し実施され、左派のモラレス社会主義運動（MAS）党候補が、保守派のキロガ民主社会勢力（PODEMOS）候補を抑え、53.7％の票を獲得して当選し、2006年1月に就任。ボリビア史上初の先住民出身大統領となった。モラレス大統領は、貧富格差の是正、先住民の権利拡大を掲げ、新憲法制定の実現を目指した。また、米国主導の麻薬撲滅政策や急速な経済自由化に強く反対し、天然資源による収益のボリビア国民への一層の還元を主張。2006年5月には、炭化水素資源（天然ガスが中心）の「国有化」に係わる最高政令を発出した（実際には、株式の過半数取得を通じ、生産・輸送・精製・販売・価格決定に関する国家管理を強化する内容）。2007年11月には、鉱業税制改正法を公布した。2008年5月から6月にかけて東部4県が独自の自治憲章の制定の是非を問う県民投票を順次実施、いずれも80％以上の賛成を獲得した。モラレス政権は、反対勢力との対話を達成できないまま、新憲法制定国民投票を延期した。他方で、国会で可決された大統領、副大統領及び各県知事の不信任国民投票実施法案に基づき、8月、不信任国民投票が実施され、大統領及び副大統領は信任（支持率67.41％）、ポトシ県、オルロ県及び東部4県知事も信任された。その後、政府と反対勢力の対立は一時激化したが、9月、南米諸国連合（UNASUR）等国際社会の働きかけにより漸く両者の対話が再開され、10月、地方自治や先住民の扱い等を含め新憲法に係る政治的合意が達成された。上記合意を踏まえ、2009年1月に新憲法制定の是非を問うための国民投票が実施された。その結果、先住民の権利拡大、地方分権推進、農地改革・土地所有制限、天然資源の国家による所有等を定めた新憲法が61.43％の支持を得て、2月に発布された。これに伴い、09年3月、国名を「ボリビア共和国」から「ボリビア多民族国」に変更した。また、新憲法に基づく大統領選挙・総選挙が2009年12月に実施され、過去最高の94.55％の投票率のもと、モラレス大統領が64.22％の支持率を獲得し再選された。2010年1月、モラレス大統領の第二期新政権（任期5年）が発足した。
2010年4月の地方選挙ではサンタクルス県知事やラパス市長を野党に奪われる等、若干の勢力後退を見せた他、12月にはガソリン価格大幅値上げ（平均80％）及びその撤回、2011年9月のイシボロ・セクレ国立公園（TIPNIS）縦断道路建設に反対する先住民デモ行進への警察の暴力介入、MAS党が過半数を占める議会が候補者リストを作成する等の選挙システムが国民の非難を集める等、モラレス大統領に対する支持率は30～35％まで低下した。懸案であった「コカ葉の咀嚼」の承認を求めて、2011年12月、麻薬単一条約から一度脱退し、関連部分に留保を付した上で再加入を申請。期限である2013年1月10日までに15ヶ国のみが異議申し立てを行い、留保付き再加入は承認され、ボリビア外交の大きな目標の一つが達成された。2012年も、公務員や司法関係者の汚職発覚、警察官によるデモに加えて、鉱山労働者間の争いが首都ラパスにまで波及し市民生活に大きな影響を及ぼしたが、順調な経済状況等もあり、モラレス大統領の支持率は2012年末には55％程度まで回復。
2013年4月、モラレス大統領が2014年大統領選挙に再立候補することを可能とする内容の法案を合憲とする判断がボリビア憲法裁判所によって下され、同法案は5月に公布された。これによってモラレス大統領の2014年大統領選挙立候補が可能となった。2014年1月、ボリビア政府は、G77＋中国の議長国に就任し、同年6月にサンタクルス県において首脳会合を開催し、「サンタクルス宣言」が採択された。2015年10月、気候変動及び生命防衛に関する世界人民会議、2017年6月、移民問題に関する世界人民会議を主催（コチャバンバ県開催）。2014年10月12日、5政党参加の下で、総選挙第1回投票が実施された。29日にTSEが発表した公式結果によれば、現職のモラレス大統領が有効投票の61.36％（3.173,304票）を獲得し、次点となったドリア・メディーナ民主統一（UD）候補（24.23％）と10ポイント以上の差をつけたために、モラレス大統領の当選が確定した。加えて、MAS党は上下両院でそれぞれ3分の2以上の議席を維持した。
2015年1月、モラレス大統領第三期（現行憲法下では第二期）政権が発足した。21名の閣僚中13名を交代するという大幅な閣僚交代を実施し、政権内の世代交代も図りながら、13年8月に発表した「祖国の長期的発展のためのアジェンダ」の実施等に努めている。2016年2月、モラレス大統領の再々選を可能とするための憲法改正の是非を問う国民投票が実施され、僅差で否決された。2017年9月、MAS党は憲法裁判所に対し、大統領、副大統領、国会議員、県知事等の再選禁止に係る憲法及び選挙法の条項は米州人権条約に違反するとして違憲であると申立て、同年11月、最高裁判所は違憲申立てを認める判決を下し、大統領職ほかの無期限再選が可能となった。
2019年10月に実施された大統領選挙において、最高選挙裁判所により、モラレス大統領の再選が発表されたが、開票手続きにおける不正の疑いを契機として、国内各地で抗議活動が激化した。同年11月10日、同大統領は辞任を表明し、メキシコ、その後アルゼンチンに亡命した。同12日、右派のアニェス暫定大統領が就任し、13日に暫定政権が発足した。2020年10月18日、やり直しの大統領選挙が行われ、10月23日、最高選挙裁判所が正式選挙結果を発表。モラレス元大統領の下で経済・財務大臣を務めたMAS党のアルセ候補（得票率55.1％）が当選要件である50％＋1票以上の票を獲得し、決選投票に進むことなく、当選が確定し、11月8日、大統領に就任。1年ぶりに左派政権に回帰した。

## その他
ボリビアは、アンデス共同体（CAN）加盟国であるものの、2012年12月に開催されたメルコスール首脳会合において、メルコスールへの正式加盟を目的とする加入議定書に署名し、2021年現在、ブラジルの国会承認を待っている状況である。
2018年4月、南米諸国連合（UNASUR）の議長国に就任。2019年、CELAC議長国に就任。2019年11月、モラレス大統領の辞任・亡命により発足した、右派のアニェス暫定政権は、ベネズエラとの外交関係断絶、ボリバル代替同盟（ALBA）からの脱退を発表し、また、UNASURからの脱退宣言、米国及びチリとの関係を改善することを発表したが、2020年10月に実施された大統領選挙では左派が勝利し、11月に発足したアルセ政権は、政権発足直後に、ベネズエラとの国交回復、ALBA・UNASUR脱退取り消しを表明モラレス政権下の外交方針へ回帰している。